# Taichung
Taichung (chino tradicional: 臺中 o 台中, chino simplificado: 台中, pinyin: Táizhōng) es la segunda ciudad más poblada de la República de China (Taiwán), después de Nueva Taipéi. Su población es de 2,812,507 habitantes (2019). 

## Características
Se localiza en el centro de la costa oeste de la isla de Taiwán.
Taichung (台中 , literalmente significa " el Centro de Taiwán") es una ciudad que está situada en el centro-oeste de Taiwán, con una población un poco más de 2,7 millones de personas, convirtiéndose en la segunda ciudad más grande en la isla después de Taipéi. El 25 de diciembre de 2010, fusionó con el distrito de Taichung para formar en un único municipio. El lema es ser una ciudad "económica, cultural e internacional".
Taichung City se encuentra en la cuenca de Taichung a lo largo de la principal plano costera occidental que se extiende desde el norte de Taiwán a lo largo de la costa occidental casi hasta el extremo sur. La Cordillera Central se encuentra justo en el este de la ciudad. Desde las colinas corre hacia al norte que conduce a Miaoli County. Las llanuras costeras dominan el paisaje hacia el sur que se dirige a Changhua y al costado del estrecho de Taiwán al oeste.
Taichung tiene un clima cálido subtropical húmedo, con una temperatura media anual de 23,0 °C (73,4 °F), y el promedio de precipitación anual es de 1.700 milímetros y tiene un promedio de humedad de 80%. Taichung tiene un clima más suave que otras grandes ciudades en Taiwán. Debido a la protección que ofrece la Cordillera Central hacia el este y las colinas de Miaoli del norte, Taichung rara vez se ve afectado por los tifones. Sin embargo, los tifones ocasionales que surgen del mar del sur de China representa una amenaza para la ciudad como se evidencia por el tifón Wayne en 1986 que azotó a Taiwán desde la costa oeste. 
La población de Taichung se estimó en 1.040.725 en agosto de 2006. Hay  un poco más mujeres en la ciudad (50,97%) que los hombres.
24,32% de niños, mientras los 16,63% son jóvenes, 52,68% son de mediana edad, y 6,73% de personas mayores. 
Nivel de Educación
Según el Ministerio del Interior, hay 846.863 residentes mayores de 15 años. De ellos, el nivel de instrucción es el siguiente: - 33,371 títulos de postgrado (3,9%), títulos universitarios o siguen en la universidad - 136.076 (16,1%); grados Junior College - 122.442 (14,5%), escuela secundaria - 55.432 (6,5%); profesionales de la escuela secundaria - 168.349 (19,9%), escuela secundaria - 78.729 (9,3%), escuela de formación profesional- 1949 (0,2%), escuela primaria - 80.004 (9,4%). El nivel de alfabetización oficial de la ciudad es de 99,04%.

## Historia
Historia temprana:
Aborígenes taiwaneses, Babuza vivían en las llanuras que ahora es Taichung. Ellos vivían cultivando mijo y el taro; eran cazadores y recolectores. 
El Templo Lecheng , construido durante la dinastía Qing (foto)
El Puente Chishan fue construido durante la dinastía Qing (foto)
Taichung fue fundada en 1705 como parte de Changhua con el nombre de Dadun (ch: 大墩, p: Dadun; w: Ta-tun, lit "gran montículo".). En la dinastía Qing, formado por los invasores manchúes en la década de 1640, se consolidaba en el oeste de Taiwán, que había arrancado la familia Cheng en 1682. Como parte del fortalecimiento de su control, un centro de control fue fundada en 1721 cerca del sitio de la actual Taichung Park por Lan Ting-chen. [15]
No todo fue pacífico para los autoridades Qing que controlaban el centro de Taiwán. Al norte de la ciudad, en el Río Dajia, una revuelta indígena que se estalló en 1731. Después otros tríbues de aborígenes se dirigieron hacia el sur hasta la capital del condado de Changhua en el mayo de 1732, que antes eran perseguidos por las fuerzas de Qing en las montañas . 
En 1786, otra rebelión contra las autoridades de Qing tenía sus raíces en Dali. Dirigido por Lin Shuang-wen, comenzó como un intento de derrotar al gobierno manchú y restaurar la dinastía Ming. Desafortunadamente, a medida que avanzaban hacia el norte que se dirigieron por el masacre y el saqueo que fueron derrotados por una coalición de Hakka, los descendientes de Quanzhou Fujian y los voluntarios indígenas que se unieron con el gobierno para derrotar a los rebeldes. 
Taiwán se convirtió en una provincia de China en la dinastía Qing, en 1885, y la ciudad se llamaba Dadun en ese momento, fue designada una de las tres prefecturas de la provincia de Taiwán. Sin embargo, cuatro años más tarde, Liu se vio obligado a "retirarse" por la emperatriz viuda Cixi, y la capital provincial se trasladó a lo que hoy se conoce como Taipéi.
Época del colonial japonesa
China perdió la guerra chino-japonesa en 1895. Como consecuencia de ello, la dinastía Qing se vio obligado a renunciar a Taiwán a los japoneses en el Tratado de Shimonoseki. Los japoneses cambiaron el nombre de la ciudad de Dadun a 台中 (Taichu en japonés), y comenzó los primeros  desarrollos de la ciudad.
El Parque de Taichung fue construido en 1903 que está situado en La antigua puerta del norte es uno de los pocas obras de Liu que sobrevivió de la reconstrucción japonesa de la ciudad. A día de hoy, El Parque de Taichung es uno de los lugares más populares de la ciudad.
El primer mercado en Taichu fue construido en 1908 por las Calle Jiguang, Zhongzheng y  Chenggong que todavía se utiliza hoy en día, y es un lugar popular para hacer la compra en el centro de Taichung. Taichung Middle School (ahora conocido como Taichung Primera Escuela Secundaria Superior) fue fundada en 1913 por Lin Hsien-tang y su hermano Lin Lie-tang, dos taiwaneses ricos de la época. Esto se hizo para enseñar a los niños la cultura de Taiwán.
La estación de tren de Taichung se completó y comenzó a funcionar en 1917 y hoy todavía funcionando.
Los japoneses se vieron obligados a rendirse a la República de China (ROC) que llegaron a través del estrecho en barcos estadounidenses y aceptaron su rendición en el nombre de las Potencias Aliadas.
Los principios de la posguerra fue una época de transición y confusión para Taiwán. Los nacionalistas taiwaneses se habían dividido en tres grupos importantes, uno de ellos era conocido como la camarilla de Taichung. Estos fueron los hombres con posición social alta durante la era japonesa, tales como Lin Hsien-t'ang, Yang Chao-chia, Yeh Jung-chung, y otros. Estos hombres intentaron tomar lugar como los líderes políticos de la isla. Sin embargo, el administrador de la isla, Chen Yi, se opuso, ya que aliaba con los comerciantes y los guerrilleros, quienes se habían opuesto a esa política.
Según las autoridades de la República de China, Taichung había convertido en el centro de la delincuencia organizada y las empresas asociadas. 
El Kuomintang conocido como el Partido Nacionalista Chino, se trasladó el gobierno de la República de China a Taiwán al perder la guerra civil china a los comunistas.
Taichung fue declarado municipio especial en 1949 por el gobierno de la República de China.

## Política
A diferencia de Taipéi en el norte que tienen la tendencia política Kuomintang o KMT (chino tradicional: 中國國民黨, es un partido político nacionalista chino de la República de China. Actualmente, está considerado como un partido conservador).Las ciudades Kaohsiung y Tainan del Partido Democrático Progresista 民主進步黨 es un partido político de la República de China en Taiwán, y el partido dominante en la Coalición Pan-Verde, Taichung es mucho más equilibrado, con la zona urbana centro de la ciudad de tendencia azul y las áreas suburbanas y rurales se inclina Verde. De hecho, cada uno de los dos principales partidos políticos ha ganado una elección de alcalde entre los tres últimos con por lo menos 49 por ciento de los votos. Del mismo modo, la mayoría del Kuomintang en la Ciudad Consejo no es tan grande como lo es en otras ciudades, y sólo es poca cantidad cuando se excluye el  Distrito de Beitun que está sólidamente pro-Kuomintang. Como resultado de la posición relativa moderada de los residentes de la ciudad.

### Deportes
Los Bulls de Sinón es un equipo de béisbol profesional que juega en la liga de cuatro equipos de CPBL. En Taichung se hace dos carreras cada año. El ING Maratón de la carrera 10K se celebra cada septiembre en el Parque Metropolitano. La Copa Marathon Supau se lleva a cabo en las calles de la ciudad cada otoño, ya sea en octubre o noviembre.

### Museos
Museo nacional de Taiwán de Bellas Artes
El Museo nacional de Taiwán de Bellas Artes se encuentra en la esquina de las avenidas Wuquan y Meicun. Alberga la mayor colección del mundo de arte taiwanés. Hay una zona al aire libre muy agradable fuera del museo que es muy popular para los habitantes.
El Museo Nacional de Ciencias Naturales
Situado en las calle Xitun,es una atracción local para los niños. Junto a Museo Nacional del Palacio en Taipéi y el  Museo Nacional de Ciencia y Tecnología de Kaohsiung son llamados "los museos de Taiwán". Los 4 grandes inventos chinos, el papel, la pólvora, la brújula y la imprenta, se explican y muestran en toda su riqueza científica.
A través del gran espacio de 89.000 m², el Museo es un complejo espacioso con un teatro IMAX, Centro de Ciencias de la Vida, Centro chino, Centro del Medio Ambiente Mundial y el Jardín Botánico, el Museo que también se dedica a la educación pública en sismología, que se encuentra a sólo 10 kilómetros al este del complejo principal. Con más de 30 áreas de exhibición permanente que cubren temas de astronomía, ciencia, paleontología, ecología, gemas y minerales, los aborígenes taiwaneses, y plantas tropicales. La rotación de exposiciones especiales son  constantes. También es un lugar lleno de exhibiciones interactivas para todas las edades.
El Centro Cultural Municipal
está situado en la calle Yingcai junto al Museo Nacional de Bellas Artes de Taiwán.
El Parque Folclórico de Taichung
Está dedicado a la presentación de una manera más tradicional taiwanesa de la vida. Incluye una combinación de edificios auténticos y recreados intentando recrear el lado más rústico de Taiwán.
La Bodega de Taichung
Se remonta en la era japonesa, todavía esta bodega-operacional incluye un Museo del Vino, que cuenta con una exposición sobre la elaboración del vino y la historia de la bodega.
El almacén de ferrocarril
Tras una remodelación, ofrece espacio de exhibición para las exhibiciones regulares de arte moderno. Los almacenes se han convertido para proporcionar espacio de estudio para los artistas locales y extranjeros, y se abre al público.
Wenying Hall
Un lugar frecuente para exposiciones de arte y eventos locales. Incluye un área de exhibición de arte con un museo de arte popular y el Salón Zhongzheng.

## Los Templos de Taichung
- Lin Santuario de la Familia. Originalmente construido en Dali County, Taichung durante la dinastía Qing y más tarde se trasladó a la ciudad de Taichung.

- Templo de Wen Chang en la parte norte de la ciudad de Taichung. Construido durante la dinastía Qing

Los templos se pueden encontrar por toda la ciudad de Taichung. Mientras que muchos de ellos son de reciente construcción, otros se consideran monumentos históricos.
- Templo de Confucio

Santuario de los Mártires: al lado del templo se encuentra el Santuario de los Mártires, dedicado a los héroes de la República de China.
- El Templo Pao Hueh: se trata de un templo budista donde se encuentra el El oro, los siete pisos está dedicado a Buda Maitreya "Budda grande". El recinto del templo también incluye un santuario sintoísta japonés.
- El Templo Chenghuang: este templo fue levantado durante la época de esplendor de la dinastía Qing  y desde entonces ha sido renovado varias veces. Su fiesta principal se celebra el día 15 del sexto mes lunar.
- El Templo de Wen Chang: construido alrededor de 1825, los estudiantes van a él a rezar antes de los exámenes, para obtener buenos resultados.
- El Templo Lecheng: con más de doscientos años, está dedicado a la diosa Mazu, y es conocido localmente como Santa María para los creyentes.
- El Templo Wanhe: fue construido durante la dinastía Qing en agradecimiento a la diosa Mazu. Se destaca por tallas exquisitamente diseñadas.

## Los mercados nocturnos
Taichung tiene varios mercados al aire libre de noche que ofrecen comida local y diversiones: 
El mercado nocturno Fengjia- situada al lado de la Universidad Feng Chia
Zhong 
El mercado nocturno de Hua - situado en el corazón del Distrito Central, a lo largo de la calle Zhonghua (Jung Hua).
El mercado nocturno de Zhong Xiao - situado al sur de la estación de ferrocarril de Taichung alrededor de las intersecciones de ZhongXiao y la avenida Guoguang.

## Actividades anuales y otros
El Festival de Jazz de Taichung se celebra cada año durante el mes de octubre. Cuenta con una variedad de actividades en varios lugares de la ciudad.

## Economía
Taichung tiene una economía vibrante y diversa que cuenta con comercios tradicionales, pequeñas tiendas familiares, fábricas, grandes zonas industriales y un sector comercial con mucho futuro.
Durante mucho tiempo, el corazón de la economía ha estado constituido por las pequeñas empresas. Ese sector aún se mantiene vivo en la ciudad y sigue siendo mayoritario. Eso se demuestra en pequeños restaurantes, mercados tradicionales y otros negocios familiares diferentes por todo el centro de la ciudad. Chun Shui Tang, una casa de té (春水 堂), es el lugar donde el dueño de esa casa, Liu Han Chie (劉漢 介) inventó el té con leche y gelatina（珍珠奶茶. Taichung también es famosa por sus suncakes taiyang (太陽餅).
Por otra parte, Taichung es un centro industrial importante. La ciudad cuenta con fábricas de bicicletas, piezas y artículos deportivos. También cuenta con empresas de mecánica automovilística, moldes y matrices, etc. Además, también era conocida como el "nido de los zapatos, pues contaba con cientos de pequeñas empresas que participaban en la industria del calzado, si bien en la actualidad se han mudado a China. Todavía sigue siendo, sin embargo, el centro de diseño asiático de Nike.
La Zona Industrial de Taichung se ubica en el distrito de Xitun. El Taichung World Center es el corazón simbólico de la zona, donde se realizan durante todo el año varios espectáculos y exposiciones comerciales. La mayor parte de la base manufacturera tradicional de Taichung se encuentra en esta zona, que es el barrio de la ciudad más próximo al puerto. En la parte noreste del distrito de Xitun, a lo largo de la frontera con el vecino condado de Taichung, hay un parque industrial basado en la ciencia.
La creciente prosperidad de los residentes de Taichung se ha traducido en el crecimiento explosivo del sector minorista de lujo, con la apertura de grandes tiendas departamentales de alta gama, con la construcción de varios condominios de lujo en esas áreas de rápido desarrollo, cerca de un complejo gubernamental de nueva construcción, así como con el crecimiento de los barrios de alta gama en el Distrito Beitun.

## Educación
Taichung City ofrece una amplio rango de oportunidades de educación para sus residentes. Desde las escuelas primarias hasta las universidades nacionales, Taichung tiene escuelas que se ajustan a casi todas las necesidades que cuenta hasta guarderías bilingües para el público de clase alta y la educación universitaria privada.
A continuación se encuentra una lista de las escuelas que se encuentran en la ciudad de Taichung:
3 universidades públicas
6 universidades privadas
3 colegios universitarios
7 escuelas secundarias públicas 
7 colegios privados 
4 escuelas secundarias vocacionales
2 escuelas de educación especial
25 escuelas secundarias públicas
7 escuelas secundarias privadas
58 escuelas primarias públicas
7 escuelas primarias privadas
3 escuelas internacionales
3 centros chinos de enseñanza de idiomas (incluido el Distrito de Taichung)
innumerosos de jardines de infantes y escuelas de cursos intensivos

## Transporte
La estación de tren de Taichung fue construida durante la colonización japonesa.
El Ferrocarril:
En Taichung, hay dos ferrocarriles en paralelo, hay una línea que pasa por la montaña de área urbana, y la otra es la línea costera que pasa a través del área rural.
A lo largo de la línea Mountain, hay (de sur hacia el norte):
Estación Chenggong (成功 車站)
Xinwuri Station (新烏日 車站)
Wuri Station (烏日  車站)
Daqing Station (大慶 車站)
Wuchuan Station (五權 車站) - en construcción
Taichung Station (臺中 車站)
Jingwu Station (精武 車站) - en construcción
Taiyuan Estación (太原 車站)
Songzhu Station (松竹 車站) - en construcción
Toujiacuo Station (頭家厝 車站) - en construcción
Tanzi Station (潭子 車站)
Lilin Station (栗林 車站) - en construcción
Fengyuan Station (豐原 車站)
Houli Station (后里 車站)
Tai'an Station (泰安 車站)
A lo largo de la línea costera, hay (de sur a norte):
Zhuifen Station (追分 車站)
Dadu Station (大肚 車站)
Longjing Station (龍井 車站)
Shalu Station (沙鹿 車站)
Qingshui Station (清水 車站)
Taichung Puerto Estación (臺中港 車站)
Dajia Station (大甲 車站)
Rinan Station (日南 車站)
Taichung Station está situado en Jianguo Road (建國 路). Hay una pequeña plaza en frente de la estación, y numerosas compañías de autobuses en frente de la estación. Tienen un servicio integral de autobuses locales junto con los servicios de autobuses de larga distancia, muchos de los cuales son para ir a las ciudades que no pasan por los trenes.
Taichung Station también ofrece servicios de la línea de la Administración de Ferrocarriles de Taiwán Montaña, que parte de la línea costera de Changhua City, al sur de Taichung, a Jhunan, cerca de Hsinchu en el norte.
El primer tren hacia el sur sale a las 6:05 de Pingtung de la mañana mientras el primer tren que va al norte sale a Taipéi a las 6:10 a. m. Los últimos trenes de la madrugada salen a las 2:37 a. m. y las 2:46 para Pingtong.
Hay otras dos estaciones de trenes locales de la ciudad de Taichung. Se trata de la estación de Taiyuan situado en el distrito Beitun y la estación de Daqing en el Distrito Sur. Ambos son sólo pasan los trenes locales.
El nuevo tren de alta velocidad de Taiwán se realizó recientemente que se permite viajar a Taipéi a Kaohsiung en solo 90 minutos. El THSR Taichung Station está situado en Wuri que pasa trenes de cercanías y autobuses de transporte gratuito a la ciudad.
El Aeropuerto de Taichung Archivado el 10 de marzo de 2015 en Wayback Machine. (RMQ) es el tercer aeropuerto internacional más grande y nuevo de Taiwán. Se encuentra a unos 20 km del centro de la ciudad y fue inaugurado en 2004. Actualmente, hay conexiones domésticas a Taipei y Hualien, así como a las islas de Kinmen y los Pescadores pertenecientes a Taiwán.
Las conexiones internacionales incluyen Hong Kong, Macao, Okinawa, Narita, Seúl-Incheon Ciudad Ho Chi Minh, Hanoi, Bangkok. 
En la República Popular China, se atienden Hangzhou, Ningpo, Wuxi, Meizhou, Shenzhen, Guangzhou y Sanya.
El Puerto de Taichung, ubicado en la costa es la segunda gran instalación de carga en la isla capaz de manejar el transporte de contenedores.
A pesar de ser el segundo puerto más grande en la isla de Taiwán, no hay servicios de pasajeros disponible y el puerto está cerrado a personal no autorizado.
A diferencia de otras grandes ciudades, Taichung no cuenta con ninguna autopista que cruza la ciudad. La avenida más importante es Taichung(臺灣大道) siempre con mucho tráfico, no sólo durante la hora pico, sino también los fines de semana o por la noche porque muchos centros comerciales y salas de cine populares y salas de cine, además queda cerca de la carretera.

## Subdivisiones

Mapa de los 29 Distritos de Taichung.

Taichung se divide en 29 distritos (區):